# Clear Lake (Waszyngton)
Clear Lake – jednostka osadnicza w Stanach Zjednoczonych, w stanie Waszyngton, w hrabstwie Skagit.